# Grobbendonk
Grobbendonk (nederländskt uttal: [ˈɣrɔbə(n)dɔŋk]) är en kommun i provinsen Antwerpen i regionen Flandern i Belgien. Kommunen har cirka 11 172 invånare (2020).